# Alan Silva
Alan Silva (nacido Alan Lee da Silva; 22 de enero de 1939, en Bermudas)  es un contrabajista y teclista de free jazz estadounidense.

## Biografía
Nació como súbdita británica de madre azoriana / portuguesa, Irene da Silva, y de padre negro de las Bermudas conocido sólo como "Ruby". Emigró a los Estados Unidos a la edad de cinco años con su madre y finalmente adquirió la ciudadanía estadounidense a los 18 o 19 años. Adoptó el nombre artístico de Alan Silva cuando tenía veinte años. 
Fue citado en un periódico de las Bermudas en 1988 diciendo que, aunque abandonó la isla a una edad temprana, siempre se consideró bermudeño. Se crio en el barrio de Harlem de la ciudad de Nueva York, donde comenzó a estudiar la trompeta y luego pasó a estudiar el contrabajo. 
Es conocido como uno de los bajistas más inventivos del jazz  y ha actuado con muchos en el mundo del jazz de vanguardia, incluidos Cecil Taylor, Sun Ra, Albert Ayler, Sunny Murray y Archie Shepp.  
Silva actuó en October Revolution in Jazz de 1964 como pionero en el movimiento del free jazz, y para el álbum en vivo de 1967 Albert Ayler en Greenwich Village. Desde principios de la década de 1970, Silva ha vivido principalmente en París, Francia, donde formó la Celestrial Communication Orchestra, grupo dedicado a la interpretación de free jazz con diversas combinaciones instrumentales.  En la década de 1990 se dedicó al teclado electrónico y declaró que tocar el bajo ya no le sorprendía. También ha utilizado el violín eléctrico y el sarangi eléctrico en sus grabaciones. 
En la década de 1980, abrió una escuela de música IACP (Instituto de Arte, Cultura y Percepción) en el centro de París, junto con François Cotinaud y Denis Colin, introduciendo el concepto de un Conservatorio de Jazz inspirado en los conservatorios tradicionales de Francia dedicados a las épocas de la música clásica europea. 
Desde aproximadamente el año 2000, ha actuado con mayor frecuencia como bajista y líder de banda, especialmente en los Vision Festivals anuales de la ciudad de Nueva York. 

## Discografía

### Como líder o colíder
| Fecha de grabación | Álbum                                        | Sello discográfico  | Año de lanzamiento | Notas                                                                    |
| ------------------ | -------------------------------------------- | ------------------- | ------------------ | ------------------------------------------------------------------------ |
| 1968-11-01         | Skillfulness                                 | ESP-Disk            | 1969               | Con Karl Berger, Dave Burrell, Becky Friend, Mike Ephron, Lawrence Cooke |
| 1969-08-17         | Luna Surface                                 | BYG                 | 1969               | Con the Celestrial Communication Orchestra                               |
| 1970-12-29         | Seasons                                      | BYG                 | 1971               | Con the Celestrial Communication Orchestra                               |
| 1971-01-01         | My Country                                   | Leo                 | 1989               | Con the Celestrial Communication Orchestra                               |
| 1974-09-01         | Inner Song                                   | Center of the World | 1974               | Solo bass, piano, organ, y voice                                         |
| 1978-11-01         | The Shout - Portrait for a Small Woman       | Chiaroscuro         | 1979               | Con the Celestrial Communication Orchestra                               |
| 1982-06-25         | Desert Mirage                                | IACP                | 1982               | Con the Celestrial Communication Orchestra                               |
| 1986-11-23         | Take Some Risks                              | In Situ             | 1989               | Con Roger Turner, Misha Lobko, Didier Petit, Bruno Girard                |
| 1993-04-14         | In the Tradition                             | In Situ             | 1996               | Con Johannes Bauer y Roger Turner                                        |
| 1998-03-06         | A Hero's Welcome: Pieces for Rare Occasions  | Eremite             | 1999               | Con William Parker                                                       |
| 1999-05-29         | Emancipation Suite                           | Boxholder           | 2002               | Con Kidd Jordan y William Parker                                         |
| 1999-05-31         | Alan Silva &amp; the Sound Visions Orchestra | Eremite             | 2001               | Con the Sound Visions Orchestra                                          |
| 1999-10-16         | Transmissions                                | Eremite             | 1999               | Con Oluyemi Thomas                                                       |
| 2000-12-01         | The All-Star Game                            | Eremite             | 2003               | Con Marshall Allen, Kidd Jordan, William Parker, y Hamid Drake           |
| 2001-05-24         | H.Con.Res.57/Treasure Box                    | Eremite             | 2003               | Con the Celestrial Communication Orchestra                               |
| 2006-11-01         | Stinging Nettles                             | Improvising Beings  | 2014               | Con Lucien Johnson y Makoto Sato                                         |
| 2008-08-28         | Parallel Worlds                              | Long Song           | 2012               | Con Burton Greene                                                        |
| 2009-08-29         | Crimson Lip                                  | Improvising Beings  | 2011               | Con Keiko Higuchi, Sabu Toyozumi, Takuo Tanikawa                         |
| 2011-04-17         | Plug In                                      | Multikulti Project  | 2013               | Con Roger Turner                                                         |
| 2014-07-21         | Free Electric Band                           | Fortune             | 2016               | Con Mette Rasmussen y Ståle Liavik Solberg                               |
| 2014-11-22         | FreeJazzArt                                  | RogueArt            | 2014               | Con Jacques Coursil                                                      |

### Como acompañante
con Albert Ayler
- Albert Ayler in Greenwich Village (Impulse!, 1967) – en vivo grabado en 1966–1967
- Love Cry (Impulse!, 1968) – grabado en 1966–67

con Abdelhai Bennani
- Enfance (Marge, 1998)
- Entrelacs (Tampon Ramier, 2003) – en vivo grabado en 1999
- New Today, New Everyday (Improvising Beings, 2012)
- Free Form Improvisation Ensemble 2013 (Improvising Beings, 2015)

con Dave Burrell
- Echo (BYG Actuel, 1969)
- After Love (America, 1971) – grabado en 1970

con Bill Dixon
- Bill Dixon in Italy Volume One (Soul Note, 1980)
- Bill Dixon in Italy Volume Two (Soul Note, 1981)
- Considerations 1 (Fore, 1981)
- November 1981 (Soul Note, 1982)

con Bobby Few
- More Or Less Few (Center of the World)
- Rhapsody in Few (Black Saint)
- Solos & Duets con Frank Wright (Sun Records)

con Sunny Murray
- Sunny Murray (ESP Disk, 1966)
- Big Chief (Pathé, 1969)
- Sunshine (BYG Actuel, 1969)
- Homage to Africa (BYG Actuel, 1970)
- Aigu-Grave (Marge, 1980)
- Perles Noires Volume 1 (Eremite, 2005) – en vivo grabado en 2002-2004

con Sun Ra
- Sun Ra-Featuring Pharoah Sanders and Black Harold (Saturn, 1976) – en vivo grabado en 1964
- Nuit de la Fondation Maeght Vol. 1 (Shandar)
- Nuit de la Fondation Maeght Vol. 2 (Shandar)
- It's After the End of the World (MPS, 1970) – en vivo
- Out In Space (MPS)

con Archie Shepp
- Poem for Malcolm (BYG Actuel, 1969)
- en vivo at the Pan-African Festival (BYG Actuel, 1971) – en vivo grabado en 1969

con Cecil Taylor
- Unit Structures (Blue Note, 1966)
- Conquistador! (Blue Note, 1968) – grabado en 1966
- Les Grandes Répétitions (CBS/Sony, [not released]) – grabado en 1966
- It is in the Brewing Luminous (Hat Hut, 1981) – en vivo grabado en 1980

con Frank Wright
- Center of the World (Center of the World, 1972) – en vivo
- Last Polka in Nancy? (Center of the World, 1973) – en vivo
- Solos & Duets con Bobby Few (Sun, 1975)
- Unity (ESP-Disk, 2006)

con otros
- Jacques Coursil, Trails of Tears (Sunnyside, 2010) – grabado en 2007-2009
- The Globe Unity Orchestra, Intergalactic Blow (JAPO, 1983)
- Burton Greene, Firmanence (Fore, 1980)
- Andrew Hill, Strange Serenade (Soul Note, 1980)
- Franz Koglmann and Bill Dixon, Opium for Franz (Pipe, 1977) – grabado en 1976; 3 pistas relanzadas en Opium (Between the Lines, 2001)
- Shipen Lebzelter, Rock and Other Four Letter Words (Columbia, 1968)
- Jimmy Lyons, Other Afternoons (BYG Actuel, 1970) – grabado en 1969
- Grachan Moncur III, New Africa (BYG Actuel, 1969)
- Itaru Oki, Paris-Ohraï (Ohraï, 2001)
- William Parker,  Requiem con Charles Gayle (Splasc(H), 2006)
- Francois Tusques, Intercommunal Music (Shandar, 1971)

## Filmografía
- 2001 – De adentro hacia afuera al aire libre (2001). Dirigida por Alan Roth.